# National Register of Historic Places in Indiana

Karte der Countys von Indiana und Verteilung der NRHP-Einträge

Diese Tabelle enthält alle Listen, in denen die Einträge im National Register of Historic Places in den 92 Countys des US-amerikanischen Bundesstaates Indiana aufgeführt sind.:

## Anzahl der Objekte und Distrikte nach County
|        | \| \| County \| Liste der Einträge in das NRHP im County \| Anzahl \| \| ------ \| ----------- \| ---------------------------------------- \| ------- \| \| 1 \| Adams \| NRHP-Einträge im Adams County \| 8 \| \| 2 \| Allen \| NRHP-Einträge im Allen County \| 58 \| \| 3 \| Bartholomew \| NRHP-Einträge im Bartholomew County \| 22 \| \| 4 \| Benton \| NRHP-Einträge im Benton County \| 5 \| \| 5 \| Blackford \| NRHP-Einträge im Blackford County \| 4 \| \| 6 \| Boone \| NRHP-Einträge im Boone County \| 11 \| \| 7 \| Brown \| NRHP-Einträge im Brown County \| 5 \| \| 8 \| Carroll \| NRHP-Einträge im Carroll County \| 22 \| \| 9 \| Cass \| NRHP-Einträge im Cass County \| 15 \| \| 10 \| Clark \| NRHP-Einträge im Clark County \| 14 \| \| 11 \| Clay \| NRHP-Einträge im Clay County \| 14 \| \| 12 \| Clinton \| NRHP-Einträge im Clinton County \| 11 \| \| 13 \| Crawford \| NRHP-Einträge im Crawford County \| 1 \| \| 14 \| Daviess \| NRHP-Einträge im Daviess County \| 12 \| \| 15 \| Dearborn \| NRHP-Einträge im Dearborn County \| 25 \| \| 16 \| Decatur \| NRHP-Einträge im Decatur County \| 10 \| \| 17 \| DeKalb \| NRHP-Einträge im DeKalb County \| 25 \| \| 18 \| Delaware \| NRHP-Einträge im Delaware County \| 43 \| \| 19 \| Dubois \| NRHP-Einträge im Dubois County \| 11 \| \| 20 \| Elkhart \| NRHP-Einträge im Elkhart County \| 34 \| \| 21 \| Fayette \| NRHP-Einträge im Fayette County \| 5 \| \| 22 \| Floyd \| NRHP-Einträge im Floyd County \| 17 \| \| 23 \| Fountain \| NRHP-Einträge im Fountain County \| 11 \| \| 24 \| Franklin \| NRHP-Einträge im Franklin County \| 12 \| \| 25 \| Fulton \| NRHP-Einträge im Fulton County \| 8 \| \| 26 \| Gibson \| NRHP-Einträge im Gibson County \| 9 \| \| 27 \| Grant \| NRHP-Einträge im Grant County \| 16 \| \| 28 \| Greene \| NRHP-Einträge im Greene County \| 7 \| \| 29 \| Hamilton \| NRHP-Einträge im Hamilton County \| 29 \| \| 30 \| Hancock \| NRHP-Einträge im Hancock County \| 10 \| \| 31 \| Harrison \| NRHP-Einträge im Harrison County \| 6 \| \| 32 \| Hendricks \| NRHP-Einträge im Hendricks County \| 19 \| \| 33 \| Henry \| NRHP-Einträge im Henry County \| 13 \| \| 34 \| Howard \| NRHP-Einträge im Howard County \| 11 \| \| 35 \| Huntington \| NRHP-Einträge im Huntington County \| 19 \| \| 36 \| Jackson \| NRHP-Einträge im Jackson County \| 17 \| \| 37 \| Jasper \| NRHP-Einträge im Jasper County \| 7 \| \| 38 \| Jay \| NRHP-Einträge im Jay County \| 8 \| \| 39 \| Jefferson \| NRHP-Einträge im Jefferson County \| 11 \| \| 40 \| Jennings \| NRHP-Einträge im Jennings County \| 7 \| \| 41 \| Johnson \| NRHP-Einträge im Johnson County \| 16 \| \| 42 \| Knox \| NRHP-Einträge im Knox County \| 16 \| \| 43 \| Kosciusko \| NRHP-Einträge im Kosciusko County \| 15 \| \| 44 \| LaGrange \| NRHP-Einträge im LaGrange County \| 7 \| \| 45 \| Lake \| NRHP-Einträge im Lake County \| 60 \| \| 46 \| LaPorte \| NRHP-Einträge im LaPorte County \| 17 \| \| 47 \| Lawrence \| NRHP-Einträge im Lawrence County \| 12 \| \| 48 \| Madison \| NRHP-Einträge im Madison County \| 17 \| \| 49 \| Marion \| NRHP-Einträge im Marion County \| 227 \| \| 50 \| Marshall \| NRHP-Einträge im Marshall County \| 19 \| \| 51 \| Martin \| NRHP-Einträge im Martin County \| 1 \| \| 52 \| Miami \| NRHP-Einträge im Miami County \| 13 \| \| 53 \| Monroe \| NRHP-Einträge im Monroe County \| 41 \| \| 54 \| Montgomery \| NRHP-Einträge im Montgomery County \| 21 \| \| 55 \| Morgan \| NRHP-Einträge im Morgan County \| 27 \| \| 56 \| Newton \| NRHP-Einträge im Newton County \| 5 \| \| 57 \| Noble \| NRHP-Einträge im Noble County \| 10 \| \| 58 \| Ohio \| NRHP-Einträge im Ohio County \| 3 \| \| 59 \| Orange \| NRHP-Einträge im Orange County \| 15 \| \| 60 \| Owen \| NRHP-Einträge im Owen County \| 14 \| \| 61 \| Parke \| NRHP-Einträge im Parke County \| 44 \| \| 62 \| Perry \| NRHP-Einträge im Perry County \| 9 \| \| 63 \| Pike \| NRHP-Einträge im Pike County \| 3 \| \| 64 \| Porter \| NRHP-Einträge im Porter County \| 32 \| \| 65 \| Posey \| NRHP-Einträge im Posey County \| 18 \| \| 66 \| Pulaski \| NRHP-Einträge im Pulaski County \| 6 \| \| 67 \| Putnam \| NRHP-Einträge im Putnam County \| 20 \| \| 68 \| Randolph \| NRHP-Einträge im Randolph County \| 12 \| \| 69 \| Ripley \| NRHP-Einträge im Ripley County \| 12 \| \| 70 \| Rush \| NRHP-Einträge im Rush County \| 25 \| \| 71 \| Scott \| NRHP-Einträge im Scott County \| 3 \| \| 72 \| Shelby \| NRHP-Einträge im Shelby County \| 13 \| \| 73 \| Spencer \| NRHP-Einträge im Spencer County \| 7 \| \| 74 \| St. Joseph \| NRHP-Einträge im St. Joseph County \| 86 \| \| 75 \| Starke \| NRHP-Einträge im Starke County \| 2 \| \| 76 \| Steuben \| NRHP-Einträge im Steuben County \| 13 \| \| 77 \| Sullivan \| NRHP-Einträge im Sullivan County \| 7 \| \| 78 \| Switzerland \| NRHP-Einträge im Switzerland County \| 8 \| \| 79 \| Tippecanoe \| NRHP-Einträge im Tippecanoe County \| 43 \| \| 80 \| Tipton \| NRHP-Einträge im Tipton County \| 2 \| \| 81 \| Union \| NRHP-Einträge im Union County \| 1 \| \| 82 \| Vanderburgh \| NRHP-Einträge im Vanderburgh County \| 94 \| \| 83 \| Vermillion \| NRHP-Einträge im Vermillion County \| 8 \| \| 84 \| Vigo \| NRHP-Einträge im Vigo County \| 45 \| \| 85 \| Wabash \| NRHP-Einträge im Wabash County \| 25 \| \| 86 \| Warren \| NRHP-Einträge im Warren County \| 3 \| \| 87 \| Warrick \| NRHP-Einträge im Warrick County \| 8 \| \| 88 \| Washington \| NRHP-Einträge im Washington County \| 8 \| \| 89 \| Wayne \| NRHP-Einträge im Wayne County \| 32 \| \| 90 \| Wells \| NRHP-Einträge im Wells County \| 4 \| \| 91 \| White \| NRHP-Einträge im White County \| 4 \| \| 92 \| Whitley \| NRHP-Einträge im Whitley County \| 4 \| \| Summe: \| Summe: \| Summe: \| 1.749 1 \| |                                          |         |
|        | County | Liste der Einträge in das NRHP im County | Anzahl  |
| 1      | Adams | NRHP-Einträge im Adams County            | 8       |
| 2      | Allen | NRHP-Einträge im Allen County            | 58      |
| 3      | Bartholomew | NRHP-Einträge im Bartholomew County      | 22      |
| 4      | Benton | NRHP-Einträge im Benton County           | 5       |
| 5      | Blackford | NRHP-Einträge im Blackford County        | 4       |
| 6      | Boone | NRHP-Einträge im Boone County            | 11      |
| 7      | Brown | NRHP-Einträge im Brown County            | 5       |
| 8      | Carroll | NRHP-Einträge im Carroll County          | 22      |
| 9      | Cass | NRHP-Einträge im Cass County             | 15      |
| 10     | Clark | NRHP-Einträge im Clark County            | 14      |
| 11     | Clay | NRHP-Einträge im Clay County             | 14      |
| 12     | Clinton | NRHP-Einträge im Clinton County          | 11      |
| 13     | Crawford | NRHP-Einträge im Crawford County         | 1       |
| 14     | Daviess | NRHP-Einträge im Daviess County          | 12      |
| 15     | Dearborn | NRHP-Einträge im Dearborn County         | 25      |
| 16     | Decatur | NRHP-Einträge im Decatur County          | 10      |
| 17     | DeKalb | NRHP-Einträge im DeKalb County           | 25      |
| 18     | Delaware | NRHP-Einträge im Delaware County         | 43      |
| 19     | Dubois | NRHP-Einträge im Dubois County           | 11      |
| 20     | Elkhart | NRHP-Einträge im Elkhart County          | 34      |
| 21     | Fayette | NRHP-Einträge im Fayette County          | 5       |
| 22     | Floyd | NRHP-Einträge im Floyd County            | 17      |
| 23     | Fountain | NRHP-Einträge im Fountain County         | 11      |
| 24     | Franklin | NRHP-Einträge im Franklin County         | 12      |
| 25     | Fulton | NRHP-Einträge im Fulton County           | 8       |
| 26     | Gibson | NRHP-Einträge im Gibson County           | 9       |
| 27     | Grant | NRHP-Einträge im Grant County            | 16      |
| 28     | Greene | NRHP-Einträge im Greene County           | 7       |
| 29     | Hamilton | NRHP-Einträge im Hamilton County         | 29      |
| 30     | Hancock | NRHP-Einträge im Hancock County          | 10      |
| 31     | Harrison | NRHP-Einträge im Harrison County         | 6       |
| 32     | Hendricks | NRHP-Einträge im Hendricks County        | 19      |
| 33     | Henry | NRHP-Einträge im Henry County            | 13      |
| 34     | Howard | NRHP-Einträge im Howard County           | 11      |
| 35     | Huntington | NRHP-Einträge im Huntington County       | 19      |
| 36     | Jackson | NRHP-Einträge im Jackson County          | 17      |
| 37     | Jasper | NRHP-Einträge im Jasper County           | 7       |
| 38     | Jay | NRHP-Einträge im Jay County              | 8       |
| 39     | Jefferson | NRHP-Einträge im Jefferson County        | 11      |
| 40     | Jennings | NRHP-Einträge im Jennings County         | 7       |
| 41     | Johnson | NRHP-Einträge im Johnson County          | 16      |
| 42     | Knox | NRHP-Einträge im Knox County             | 16      |
| 43     | Kosciusko | NRHP-Einträge im Kosciusko County        | 15      |
| 44     | LaGrange | NRHP-Einträge im LaGrange County         | 7       |
| 45     | Lake | NRHP-Einträge im Lake County             | 60      |
| 46     | LaPorte | NRHP-Einträge im LaPorte County          | 17      |
| 47     | Lawrence | NRHP-Einträge im Lawrence County         | 12      |
| 48     | Madison | NRHP-Einträge im Madison County          | 17      |
| 49     | Marion | NRHP-Einträge im Marion County           | 227     |
| 50     | Marshall | NRHP-Einträge im Marshall County         | 19      |
| 51     | Martin | NRHP-Einträge im Martin County           | 1       |
| 52     | Miami | NRHP-Einträge im Miami County            | 13      |
| 53     | Monroe | NRHP-Einträge im Monroe County           | 41      |
| 54     | Montgomery | NRHP-Einträge im Montgomery County       | 21      |
| 55     | Morgan | NRHP-Einträge im Morgan County           | 27      |
| 56     | Newton | NRHP-Einträge im Newton County           | 5       |
| 57     | Noble | NRHP-Einträge im Noble County            | 10      |
| 58     | Ohio | NRHP-Einträge im Ohio County             | 3       |
| 59     | Orange | NRHP-Einträge im Orange County           | 15      |
| 60     | Owen | NRHP-Einträge im Owen County             | 14      |
| 61     | Parke | NRHP-Einträge im Parke County            | 44      |
| 62     | Perry | NRHP-Einträge im Perry County            | 9       |
| 63     | Pike | NRHP-Einträge im Pike County             | 3       |
| 64     | Porter | NRHP-Einträge im Porter County           | 32      |
| 65     | Posey | NRHP-Einträge im Posey County            | 18      |
| 66     | Pulaski | NRHP-Einträge im Pulaski County          | 6       |
| 67     | Putnam | NRHP-Einträge im Putnam County           | 20      |
| 68     | Randolph | NRHP-Einträge im Randolph County         | 12      |
| 69     | Ripley | NRHP-Einträge im Ripley County           | 12      |
| 70     | Rush | NRHP-Einträge im Rush County             | 25      |
| 71     | Scott | NRHP-Einträge im Scott County            | 3       |
| 72     | Shelby | NRHP-Einträge im Shelby County           | 13      |
| 73     | Spencer | NRHP-Einträge im Spencer County          | 7       |
| 74     | St. Joseph | NRHP-Einträge im St. Joseph County       | 86      |
| 75     | Starke | NRHP-Einträge im Starke County           | 2       |
| 76     | Steuben | NRHP-Einträge im Steuben County          | 13      |
| 77     | Sullivan | NRHP-Einträge im Sullivan County         | 7       |
| 78     | Switzerland | NRHP-Einträge im Switzerland County      | 8       |
| 79     | Tippecanoe | NRHP-Einträge im Tippecanoe County       | 43      |
| 80     | Tipton | NRHP-Einträge im Tipton County           | 2       |
| 81     | Union | NRHP-Einträge im Union County            | 1       |
| 82     | Vanderburgh | NRHP-Einträge im Vanderburgh County      | 94      |
| 83     | Vermillion | NRHP-Einträge im Vermillion County       | 8       |
| 84     | Vigo | NRHP-Einträge im Vigo County             | 45      |
| 85     | Wabash | NRHP-Einträge im Wabash County           | 25      |
| 86     | Warren | NRHP-Einträge im Warren County           | 3       |
| 87     | Warrick | NRHP-Einträge im Warrick County          | 8       |
| 88     | Washington | NRHP-Einträge im Washington County       | 8       |
| 89     | Wayne | NRHP-Einträge im Wayne County            | 32      |
| 90     | Wells | NRHP-Einträge im Wells County            | 4       |
| 91     | White | NRHP-Einträge im White County            | 4       |
| 92     | Whitley | NRHP-Einträge im Whitley County          | 4       |
| Summe: | Summe: | Summe:                                   | 1.749 1 |